# Trogen, Appenzell Ausserrhoden

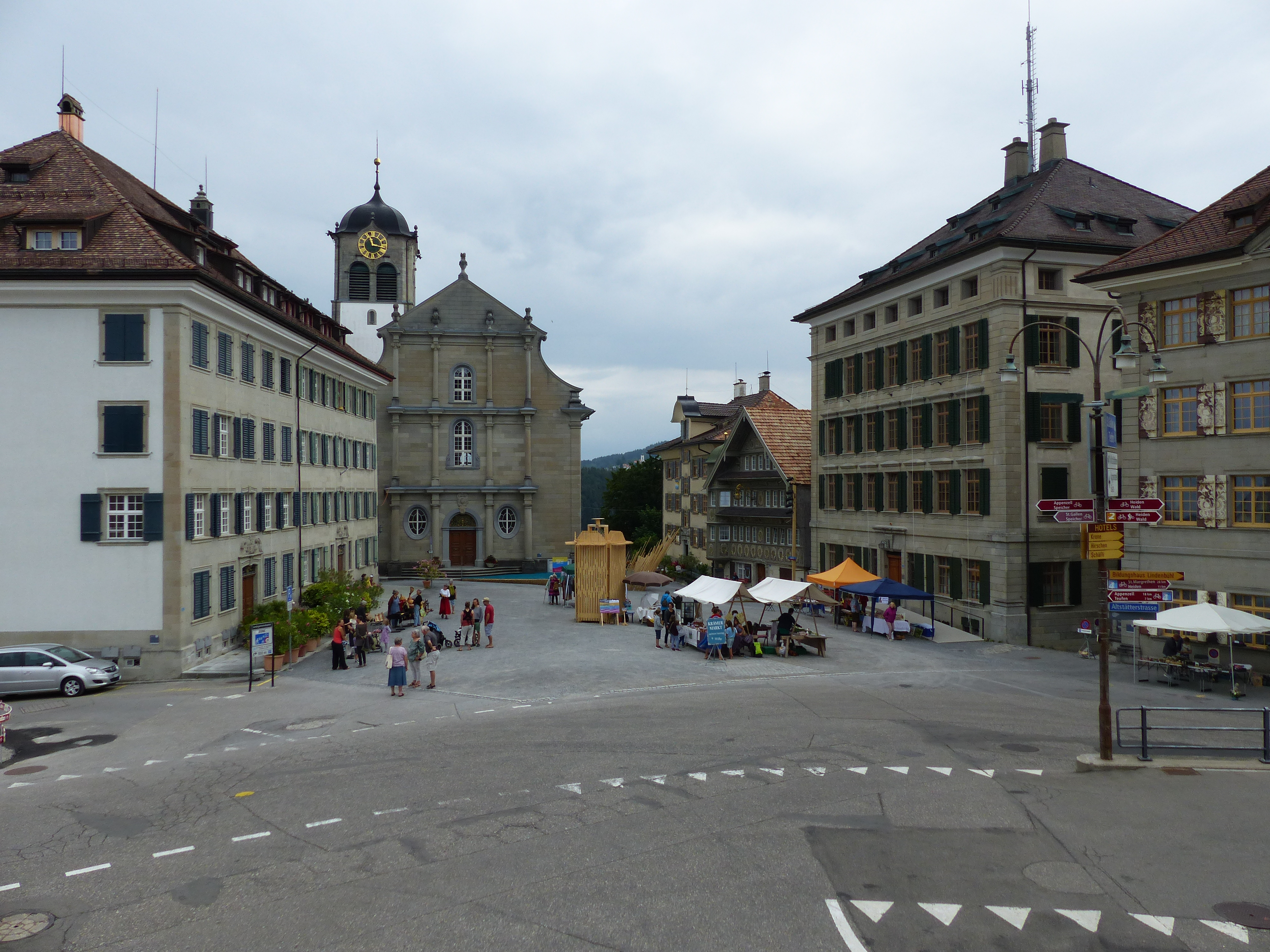
Centrala Trogen.

Trogen (schweizertyska: Troge) är en ort och kommun i kantonen Appenzell Ausserrhoden i Schweiz. Kommunen har 1 862 invånare (2023).
Trogen är säte för de rättsliga organen i kantonen. Övriga funktioner på kantonsnivå ligger i Herisau.